# Challenger Eckental
Il Challenger Eckental, noto anche come Internationalen Deutschen Tennis-Hallenmeisterschaften, e in precedenza come Okal Cup e Bauer Watertechnology Cup per motivi di sponsorizzazione, è stato un torneo professionistico di tennis giocato sul sintetico indoor, che faceva parte dell'ATP Challenger Tour. Si giocava annualmente alla House of Sports di Eckental in Germania dal 1997.
Il torneo inaugurale si tenne nel 1992 con un montepremi di 5 000 marchi e negli anni successivi aumentò fino ai 30 000 marchi del 1996; comprendeva tornei per juniores, donne e uomini. Nel 2007 arrivò l'affiliazione all'ATP ed entrò a far parte del circuito Challenger. La prima edizione del Challenger prese il nome Okal Cup per motivi di sponsorizzazione e lo mantenne fino al 2004. Fu poi cambiato lo sponsor e dal 2005 al 2017 si chiamò Bauer Watertechnology Cup. Dal 2018 il nome del torneo non è legato a uno sponsor ed è diventato Challenger Eckental, detto anche Internationalen Deutschen Tennis-Hallenmeisterschaften (Campionati internazionali tedeschi indoor di tennis).
Il torneo è stato dismesso per problemi di varia natura, principalmente finanziaria, mancando il supporto governativo e di sponsor.
Denis Gremelmayr e Daniel Brands condividono il primato nel singolare con due titoli vinti da ciascuno, mentre nel doppio il primatista, anche qui tedesco, con ben quattro trofei è Philipp Petzschner.

## Albo d'oro

### Singolare
| Anno | Campione               | Finalista           | Punteggio           |
| ---- | ---------------------- | ------------------- | ------------------- |
| 2021 | Daniel Masur           | Maxime Cressy       | 6–4, 6–4            |
| 2020 | Sebastian Korda        | Ramkumar Ramanathan | 6–4, 6–4            |
| 2019 | Jiří Veselý            | Steve Darcis        | 6–4, 4–6, 6–3       |
| 2018 | Antoine Hoang          | Ruben Bemelmans     | 7–5, 6–3            |
| 2017 | Maximilian Marterer    | Jerzy Janowicz      | 7–6(8), 3–6, 6–3    |
| 2016 | Steve Darcis           | Alex de Minaur      | 6–4, 6–2            |
| 2015 | Michail Južnyj         | Benjamin Becker     | 7–5, 6–3            |
| 2014 | Ruben Bemelmans        | Tim Pütz            | 7–6(3), 6–3         |
| 2013 | Benjamin Becker        | Ruben Bemelmans     | 2–6, 7–6(3), 6–4    |
| 2012 | Daniel Brands (2)      | Ernests Gulbis      | 7–6(0), 6–3         |
| 2011 | Rajeev Ram             | Karol Beck          | 6–4, 6–2            |
| 2010 | Igor Sijsling          | Ruben Bemelmans     | 3–6, 6–2, 6–3       |
| 2009 | Daniel Brands (1)      | Dustin Brown        | 6–4, 6–4            |
| 2008 | Denis Gremelmayr (2)   | Roko Karanušić      | 6–2, 7–5            |
| 2007 | Denis Gremelmayr (1)   | Roko Karanušić      | walkover            |
| 2006 | Ernests Gulbis         | Philipp Petzschner  | 6–3, 6–0            |
| 2005 | Michael Berrer         | Steve Darcis        | 6–3, 4–6, 6–4       |
| 2004 | Alexander Waske        | Lars Burgsmüller    | 7–5, 7–6(15)        |
| 2003 | Dennis van Scheppingen | Joachim Johansson   | 5–7, 6–3, 7–6(3)    |
| 2002 | Lars Burgsmüller       | Björn Phau          | 7–6(3), 5–7, 6–4    |
| 2001 | Alexander Popp         | Peter Wessels       | 6–4, 5–7, 6–2       |
| 2000 | Jens Knippschild       | Olivier Mutis       | 6(5)–7, 7–6(4), 7–5 |
| 1999 | George Bastl           | Petr Luxa           | 7–6, 4–6, 6–4       |
| 1998 | Jared Palmer           | Wolfgang Schranz    | 7–6, 6–2            |
| 1997 | Rainer Schüttler       | Petr Luxa           | 6–4, 6–1            |

### Doppio
| Anno | Campioni                                   | Finalista                             | Punteggio            |
| ---- | ------------------------------------------ | ------------------------------------- | -------------------- |
| 2021 | Roman Jebavý (2) Jonny O'Mara              | Ruben Bemelmans Daniel Masur          | 6–4, 7–5             |
| 2020 | Dustin Brown (2) Antoine Hoang             | Lloyd Glasspool Alex Lawson           | 6(8)–7, 7–5, [13–11] |
| 2019 | Ken Skupski John-Patrick Smith             | Sander Arends Roman Jebavý            | 7–6(2), 6–4          |
| 2018 | Kevin Krawietz (2) Andreas Mies            | Hugo Nys Jonny O'Mara                 | 6–1, 6–4             |
| 2017 | Sander Arends Roman Jebavý (1)             | Ken Skupski Neal Skupski              | 6–2, 6–4             |
| 2016 | Kevin Krawietz (1) Albano Olivetti         | Roman Jebavý Andrej Martin            | 6(8)–7, 6–4, [10–7]  |
| 2015 | Ruben Bemelmans (2) Philipp Petzschner (4) | Ken Skupski Neal Skupski              | 7–5, 6–2             |
| 2014 | Ruben Bemelmans (1) Niels Desein           | Andreas Beck Philipp Petzschner       | 6–3, 4–6, [10–8]     |
| 2013 | Dustin Brown (1) Philipp Marx              | Piotr Gadomski Mateusz Kowalczyk      | 7–6(4), 6–2          |
| 2012 | James Cerretani Adil Shamasdin             | Tomasz Bednarek Andreas Siljeström    | 6–3, 2–6, [10–4]     |
| 2011 | Andre Begemann Aleksandr Kudrjavcev        | James Cerretani Adil Shamasdin        | 6–3, 3–6, [11–9]     |
| 2010 | Scott Lipsky Rajeev Ram                    | Sanchai Ratiwatana Sonchat Ratiwatana | 6(2)–7, 6–4, [10–4]  |
| 2009 | Michael Kohlmann Alexander Peya (2)        | Philipp Marx Igor Zelenay             | 6–4, 7–6(4)          |
| 2008 | Yves Allegro (2) Horia Tecău               | James Auckland Marcio Torres          | 6–3, 3–6, [10–7]     |
| 2007 | Philipp Petzschner (3) Alexander Peya (1)  | Philipp Marx Lars Übel                | 6–3, 6–4             |
| 2006 | Joshua Goodall Ross Hutchins               | Sander Groen Torsten Popp             | 7–5, 6–3             |
| 2005 | Christopher Kas (2) Philipp Petzschner (2) | Torsten Popp Jasper Smit              | 6–3, 7–5             |
| 2004 | Christopher Kas (1) Philipp Petzschner (1) | Daniele Bracciali Petr Luxa           | 6–4, 7–6(5)          |
| 2003 | Stephen Huss Robert Lindstedt              | Lars Burgsmüller Andreas Tattermusch  | walkover             |
| 2002 | Yves Allegro (1) Lovro Zovko               | Philipp Petzschner Simon Stadler      | 4–6, 7–6(0), 6–4     |
| 2001 | George Bastl Neville Godwin                | Yves Allegro Marcus Hilpert           | 6–4, 4–6, 7–5        |
| 2000 | Karsten Braasch Jens Knippschild           | Ivo Heuberger Michael Kohlmann        | 7–6(5), 6–3          |
| 1999 | Petr Pála Pavel Vízner                     | Steven Randjelovic Lovro Zovko        | 6–4, 6–3             |
| 1998 | Tomáš Cibulec Raemon Sluiter               | Barry Cowan Filippo Veglio            | 7–6, 6–3             |
| 1997 | Lars Rehmann Rainer Schüttler              | Georg Blumauer Maks Mirny             | 6–4, 1–6, 6–3        |